# 픽셀 6a
픽셀 6a(Pixel 6a)는 구글 픽셀 제품군의 일부로 구글이 설계, 개발, 판매하는 안드로이드 스마트폰이다. 픽셀 6와 픽셀 6 프로의 하위 모델이다. 이 장치는 구글 I/O에서 공개되었다.

## 사양

### 하드웨어
픽셀 6a는 알루미늄 프레임, 플라스틱 백, 화면용 고릴라 글래스 3으로 제작되었다. 이 디자인은 픽셀 6과 픽셀 6 프로와 유사한 카메라 바, 그리고 뒷면에 투톤 컬러 스킴을 포함한다. 장치는 초크, 차콜, 세이지에서 사용할 수 있습니다. 그것은 스테레오 스피커를 가지고 있는데, 하나는 하단 모서리에 있고 다른 하나는 이어피스로 두 배로 되어 있다. USB-C 포트는 다른 액세서리를 충전하고 연결하는 데 사용된다.
픽셀 6a는 6GB의 RAM과 128GB의 확장 불가능한 UFS 3.1 내장 스토리지를 갖춘 구글 텐서 시스템 온 칩을 사용한다.
픽셀 6a는 4410 mAh 배터리를 가지고 있으며, 최대 18 W의 빠른 충전이 가능하다. 그것은 IP67의 물 보호 등급을 가지고 있다.
픽셀 6a는 HDR을 지원하는 6.1인치 1080p OLED 디스플레이를 갖추고 있다. 디스플레이는 가로 세로 비율이 20:9이며, 전면 카메라를 위해 상단 중앙에 원형 컷아웃이 있다.
픽셀 6a는 듀얼 후면 카메라를 포함한다. 27 mm f/1.7 렌즈는 소니 엑소모어 IMX363 12.2 메가픽셀 센서를, 114° f/2.2 렌즈는 12 메가픽셀 센서를, 전면 카메라는 8 메가픽셀 센서를 사용한다. 그것은 30 또는 60fps의 속도로 4K 비디오를 녹화할 수 있다.

### 소프트웨어
픽셀 6a는 안드로이드 12를 탑제하여 출시하였다. 2025년까지 3년간 OS 업그레이드를 지원받을 것으로 예상된다.

## 알려진 문제
지문 센서에 등록되지 않은 지문을 인식하는 보안 문제가 있다. 이 장치는 하이엔드인 픽셀 6 및 픽셀 6 Pro 에 사용된 것과는 다른 광학 지문 센서를 사용하여, 픽셀 6a에만 문제가 있는 것으로 보인다.